# Hattin
Hattin était un village arabe abandonné lors de la guerre israélo-arabe de 1948 après une action de représailles des Special Night Squads, elle-même réponse au massacre de Tibériade. Il est situé à 8 kilomètres à l'ouest de la ville de Tibériade. C'est le site probable de la bataille de Hattin.